# Ludger Zurstraßen

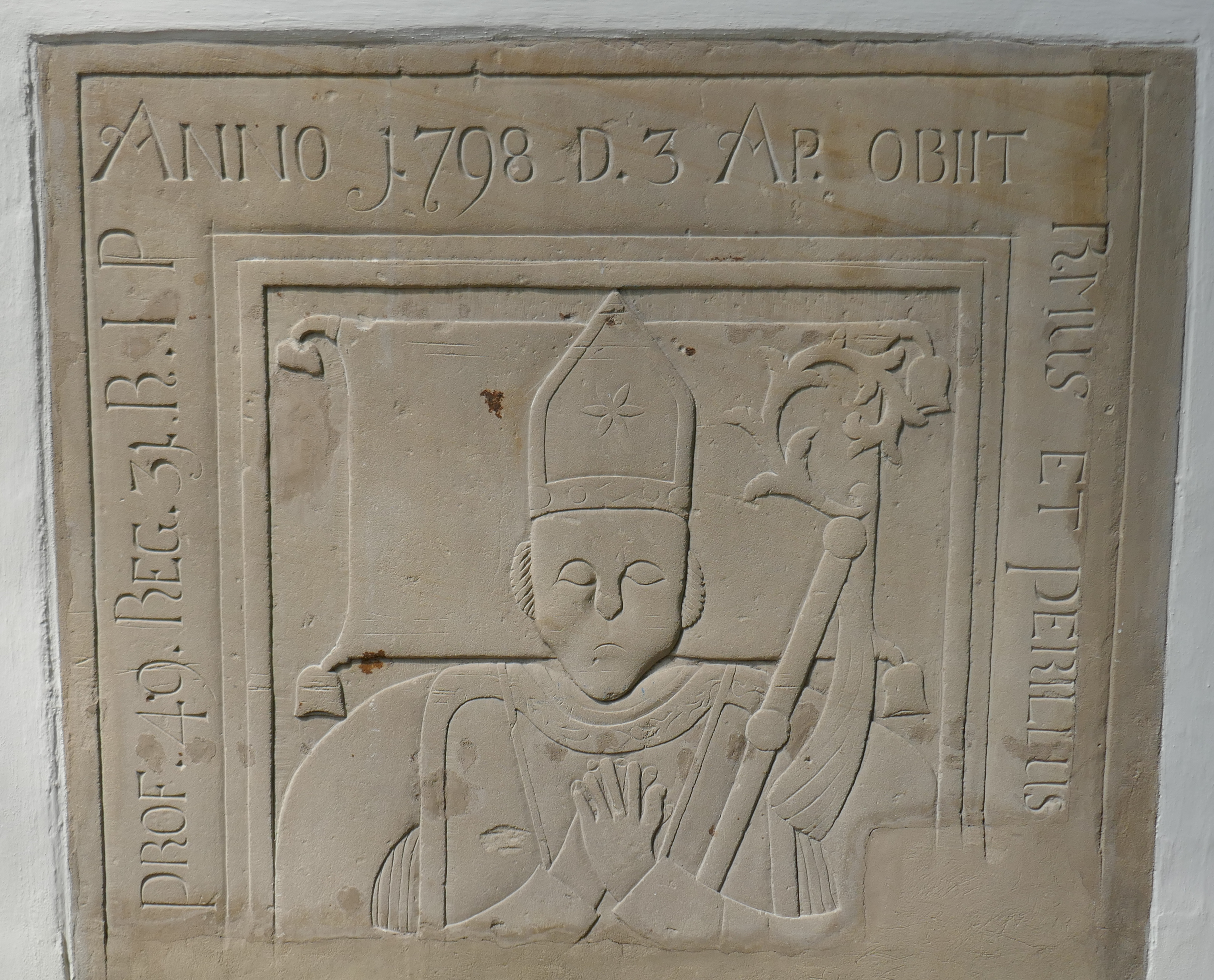
Grabplatte in der Klosterkirche Liesborn

Ludger Zurstraßen OSB (* 24. November 1731 in Warendorf; † 3. April 1798) war ein römisch-katholischer Priester und von 1767 bis 1798 vorletzter Abt des Klosters Liesborn.

## Leben
Ludger Zurstraßen wurde am 24. November 1731 in Warendorf geboren. Am Fest der Unbefleckten Empfängnis Mariens, am 8. Dezember 1748, trat er in die Benediktinerabtei Liesborn ein. Ein Jahr später legte er die Ordensgelübde ab und empfing am 18. Oktober 1756 die Priesterweihe.
Seit dem 18. November 1760 lehrte Zurstraßen im Kloster Theologie und wurde am 14. Dezember 1767 zum Abt des Klosters gewählt. Unter seiner Führung wurde im Jahr 1773 das Hospital des Klosters erneuert und 1782 ein neues Back- und Brauhaus errichtet.
Zurstraßen starb am 3. April 1798 an einem Schlagfluss.

## Wirken
Zurstraßen assistierte bei zwei Benediktionen im Kloster Marienfeld:
- 7. Februar 1774: Wilhelmus Crone
- 5. Juni 1785: Stephanus Pöttken